# 66th Street – Lincoln Center
66th Street – Lincoln Center – stacja metra nowojorskiego, na linii 1 i 2. Znajduje się w dzielnicy Manhattan, w Nowym Jorku i zlokalizowana jest pomiędzy stacjami 72nd Street i 59th Street – Columbus Circle. Została otwarta 27 października 1904.